# Pidhirne, Bolgrad
Pidhirne (în ucraineană Підгірне) este un sat în comuna Borodino din raionul Bolgrad, regiunea Odesa, Ucraina.

## Demografie
Componența lingvistică a localității Pidhirne
     Rusă (51,19%)
     Bulgară (29,76%)
     Română (15,48%)
     Ucraineană (1,79%)
     Alte limbi (0,6%)
Conform recensământului din 2001, majoritatea populației localității Pidhirne era vorbitoare de rusă (51,19%), existând în minoritate și vorbitori de bulgară (29,76%), română (15,48%) și ucraineană (1,79%).
1. ↑  „Rezultatele recensământului din 2001 cu structura lingvistică a regiunii Odesa pe localități”. Institutul Național de Statistică al Ucrainei. Arhivat din original la 23 septembrie 2015. Accesat în 25 august 2014.